# Bahnstrecke South Ashburnham–Ashburnham
| Streckenlänge: | 4,25 km              |                                         |                                         |
| Spurweite: | 1435 mm (Normalspur) |                                         |                                         |
| |                      |                                         |                                         |
| Gesellschaft: | zuletzt BM           |                                         |                                         |
| \| \| \| von Fitchburg \| \| \| \| 0,00 \| South Ashburnham MA (früher Ashburnham) \| South Ashburnham MA (früher Ashburnham) \| \| \| \| nach Greenfield \| \| \| \| \| nach Bellows Falls \| \| \| \| \| Whitney Pond \| \| \| \| 1,80 \| Mann's Crossing \| Mann's Crossing \| \| \| 2,57 \| Carey's Crossing \| Carey's Crossing \| \| \| 3,40 \| Cashman's Crossing \| Cashman's Crossing \| \| \| 4,25 \| Ashburnham MA \| Ashburnham MA \| |                      |                                         |                                         |
| Strecke |                      | von Fitchburg                           | von Fitchburg                           |
| Dienststation / Betriebs- oder Güterbahnhof | 0,00                 | South Ashburnham MA (früher Ashburnham) | South Ashburnham MA (früher Ashburnham) |
| Abzweig ehemals geradeaus, nach links und ehemals von links |                      | nach Greenfield                         | nach Greenfield                         |
| Abzweig geradeaus und nach links (Strecke außer Betrieb) |                      | nach Bellows Falls                      | nach Bellows Falls                      |
| Brücke über Wasserlauf (Strecke außer Betrieb) |                      | Whitney Pond                            | Whitney Pond                            |
| Haltepunkt / Haltestelle (Strecke außer Betrieb) | 1,80                 | Mann's Crossing                         | Mann's Crossing                         |
| Haltepunkt / Haltestelle (Strecke außer Betrieb) | 2,57                 | Carey's Crossing                        | Carey's Crossing                        |
| Haltepunkt / Haltestelle (Strecke außer Betrieb) | 3,40                 | Cashman's Crossing                      | Cashman's Crossing                      |
| Kopfbahnhof Streckenende (Strecke außer Betrieb) | 4,25                 | Ashburnham MA                           | Ashburnham MA                           |

Die Bahnstrecke South Ashburnham–Ashburnham ist eine Eisenbahnstrecke im Stadtgebiet von Ashburnham in Massachusetts (Vereinigte Staaten). Sie ist 4,25 Kilometer lang. Die normalspurige Strecke ist stillgelegt.

## Geschichte
Der Bahnhof der Stadt Ashburnham lag im Stadtteil South Ashburnham, mehrere Kilometer vom Zentrum der Stadt entfernt. Um das Zentrum an das Eisenbahnnetz anzubinden, erhielt am 5. Mai 1871 die Ashburnham Railroad eine Konzession zum Bau einer Strecke nach South Ashburnham. Die Gesellschaft wurde aufgestellt und begann 1873 mit dem Bau der Strecke. Sie ging am Neujahrstag 1874 in Betrieb. Der Verkehr entwickelte sich jedoch nicht zufriedenstellend und die Gesellschaft musste im November 1876 den Betrieb einstellen und Konkurs anmelden. Am 13. April 1878 wurde die Gesellschaft unter dem Namen The Ashburnham Railroad Company neu gegründet und erwarb am 3. Mai des Jahres die Strecke. Sie nahm den Betrieb am 1. Juli wieder auf. Am 22. April 1885 kaufte die Fitchburg Railroad die Bahngesellschaft auf und führte nun den Betrieb auf der Strecke. Die Boston and Maine Railroad übernahm 1900 die Fitchburg und damit die Betriebsführung auf der Strecke.
Am 2. September 1924 stellte die Boston&Maine den Personenverkehr ein. 1936 wurde die Strecke durch ein Hochwasser schwer beschädigt und die Bahngesellschaft entschied sich gegen einen Wiederaufbau. Sie wurde 1937 offiziell stillgelegt.

## Streckenbeschreibung
Die Strecke beginnt im Bahnhof South Ashburnham, wo sie aus der Bahnstrecke Fitchburg–Greenfield abzweigt. Sie führt in nordöstliche Richtung parallel zur Center Street und Central Street. Der Endbahnhof lag nahe der Kreuzung Central Street/Main Street im Zentrum von Ashburnham.

## Personenverkehr
1893 verkehrten vier Zugpaare an Werktagen über die Strecke. Das Zugangebot wurde in den folgenden Jahren weiter erhöht. 1901 verkehrten sechs, 1916 sieben Zugpaare an Werktagen. Nach dem Ende des Ersten Weltkriegs wurde das Angebot auch im Zuge des steigenden Individualverkehrs jedoch immer weiter reduziert. 1920 fuhren nur noch fünf Zugpaare und 1924 wurde der Personenverkehr auf der Strecke schließlich eingestellt.